# Knut Ringat
Knut Ringat (* 29. Februar 1960 in Schlema in Sachsen, heute Bad Schlema) ist ein deutscher Verkehrsingenieur. Seit 2008 ist er Geschäftsführer des Rhein-Main-Verkehrsverbunds, seit 2009 ferner Honorarprofessor an der Fakultät Verkehrswissenschaften „Friedrich List“ der Technischen Universität Dresden und seit 2011 Geschäftsführer der Fahrzeugmanagement Region Frankfurt RheinMain (Fahma).

## Leben
Ringat absolvierte in den Jahren 1979 und 1980 eine Facharbeiterausbildung zum Triebfahrzeugführer und Straßenbahnfahrer in Dresden. Von 1980 bis 1985 folgte ein Studium der technischen Verkehrskybernetik an der Hochschule für Verkehrswesen in Dresden, das er mit dem Grad des Diplom-Ingenieurs abschloss. Im Jahr 1985 arbeitete er als persönlicher Referent des Verkehrsdirektors der Dresdner Verkehrsbetriebe. Von 1986 bis 1994 war er in verschiedenen Funktionen in der Verwaltung der Stadt Dresden tätig. So war er von 1986 bis 1988 leitender Mitarbeiter Personenverkehr, 1989 und 1990 Abteilungsleiter Personenverkehr sowie von 1990 bis 1994 Amtsleiter des Stadtverkehrsamtes, das mit seinem Wechsel in den Verkehrsverbund aufgelöst wurde. Ab Mai 1994 war er Geschäftsführer des Zweckverbandes Verkehrsverbund Oberelbe (ZVOE). Ab 1. Januar 2000 fungierte er als Geschäftsführer der Verkehrsverbund Oberelbe GmbH, einer 100%igen Tochter des ZVOE. Zum 1. Mai 2008 wurde er zum Geschäftsführer des Rhein-Main-Verkehrsverbundes (RMV) ernannt und fungiert seit 1. September 2009 als dessen Vorsitzender der Geschäftsführung.

## Lehr- und Gremientätigkeiten
Seit 2000 hielt Knut Ringat einen Lehrauftrag für „Liberalisierung und Wettbewerb im ÖPNV aus Sicht des Aufgabenträgers“ an der TU Dresden und im Dezember 2009 wurde er zum Honorarprofessor für Wettbewerb und Organisationsmodelle im Öffentlichen Personennahverkehr an der TU Dresden ernannt. Er lehrt außerdem „Management des ÖPNV“ an der TU Darmstadt.
Von Mai 2009 bis Mai 2017 war Knut Ringat Präsident der Deutschen Verkehrswissenschaftlichen Gesellschaft. Seit Juni 2009 ist er Vizepräsident des Verbandes Deutscher Verkehrsunternehmen.
Seit 2012 ist er stellvertretender Aufsichtsratsvorsitzender der VDV eTicket Verwaltungsgesellschaft mbH (Komplementärgesellschaft des VDV eTicket Service GmbH & Co. KG).